# Naissance en 1208
Naissance
- 1204
- 1205
- 1206
- 1207
- 1208
- 1209
- 1210
- 1211
- 1212

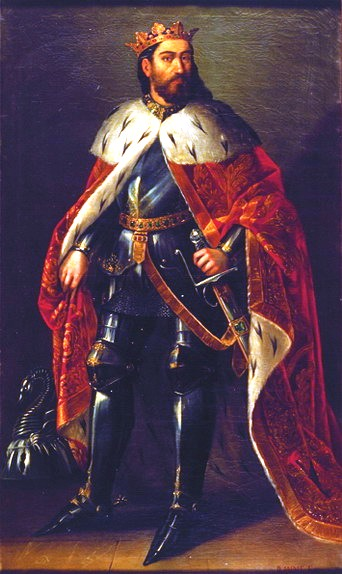
Jacques Ier d'Aragon, née en 1208.

Cette page dresse une liste de personnalités nées au cours de l'année 1208 :
- 2 février : Jacques Ier d'Aragon, roi d'Aragon et comte de Ribagorce, comte de Barcelone, de Gérone, d'Osona, de Besalú, de Pallars Jussà, seigneur de Montpellier et baron d'Aumelas, comte d'Urgell, roi de Majorque, de Valence, comte de Roussillon et de Cerdagne.

- Boleslas Ier de Mazovie, duc de Sandomierz puis duc du nord de la Mazovie et duc de Mazovie.
- Kolbeinn Arnórsson, chef islandais du clan des Ásbirningar.
- Othon III de Bourgogne, ou Othon VIII d'Andechs, Othon II de Méranie, comte d'Andechs, duc de Méranie et comte de Bourgogne.

date incertaine (vers 1208)
- Simon V de Montfort, 6e comte de Leicester et comte de Chester.

## Crédit d'auteurs
- Cet article est partiellement ou en totalité issu de l'article intitulé « 1208 » (voir la liste des auteurs).